# М9 (Стамбульський метрополітен)
М9, або офіційно лінія М9 Атакьой — Олімпіят, (тур. M9 Ataköy-Olimpiyat) — лінія Стамбульського метро у фракійській частині Стамбула, Туреччина.
Лінія має завдовжки 17,4 км з 14 станціями.
Прямує у напрямку з півночі на південь і проходитиме через п'ять районів міста, а саме Бакиркьой, Бахчеліевлер, Багджилар, Кючюкчекмедже та Башакшехір.
Час у дорозі між кінцевими станціями становитиме 19,5 хвилин.
Очікується, що лінія метро щодня перевозитиме близько 500 000 пасажирів та обслуговувати близько 2,5 мільйонів осіб, що проживають у цьому районі та відвідують ці райони.
Пересадки на інші лінії метро: Атакьой на Мармарай, з Єнібосна на М1А (Єнікапи — аеропорт Ататюрк), з Чобанчешме на (Єнікапи — Сефакьой), з Мімар-Синан на (Кіразли — Халкали), з Мехмет Акіф на (Махмутбей — Бахчешехір — Есенюрт) та з Ікітеллі-Санаї на M3 (Кіразли — Басаксехір — Олімпіяткой).
Будівництво лінії метрополітену розпочато у серпні 2017 року.
Відгалуження Олімпіяткой лінії М3 (Олімпіят — Ікітеллі-Санаї) об'єднали з лінією М9, першу чергу лінії метро (Бахаріє — Ікітеллі Санаї) відкрито 29 травня 2021 року.
M9 спочатку працювала між Бахаріє та Олімпіят, а 18 березня 2024 продовжено до Атакьой. 
Станцію Мімар Синан відкрито 30 серпня 2024 року.

## Станції
| No | Станція                | Район         | Пересадки | Тип      | Примітки                                         |
| -- | ---------------------- | ------------- | --- | -------- | ------------------------------------------------ |
| 1  | Атакьой                | Бакиркей      | (Атакьой) Автобуси: 71T, 72YT, 72T, 73Y, BN1, MR20 | Підземна |                                                  |
| 2  | Єнібосна               | Бакиркей      | ・ Автобуси: 31, 31E, 36AY, 36CY, 55Y, 73, 73B, 73F, 73H, 73Y ,76, 76C, 76D, 76V, 78B, 79B, 79F, 79FY, 79G, 79K, 79Ş, 79Y, 82, 89, 89A, 89B, 89K, 89M, 89S, 89YB, 97KZ, 98, 98AB, 98B, 98H, 98MB, 98T, 98TB, E-57, HT10, HT11, HT12, HT20, KÇ2, MR20 | Підземна | Ескі-Достлар-парк                                |
| 3  | Чобанчешме             | Бахчеліевлер  | Автобуси: 31, 31E, 36AY, 73Y, 78B, 79F, 79FY, 79G, 79K, 79Ş, 82, 82S, 89M, 89YB, 98B, 98H, 98MB, 98T, E-57, HT10, HT11 | Підземна | Куюмджукент・29 жовтня вулиця                    |
| 4  | 29 Екім-Джумхурієт     | Бахчеліевлер  | Автобус: 31, 31E, 36AY, 78B, 79F, 79G, 79K, 79Ş, 89YB,, 98B, 98H, 98T Автобус: 31, 97KZ, 98E, HT12 | Підземна | 29 жовтня вулиця                                 |
| 5  | Догу-Санаї             | Бахчеліевлер  | | Підземна | 29 жовтня вулиця                                 |
| 6  | Мімар Синан            | Багджилар     | Автобус: 97KZ, 98E, HT1, HT12 | Підземна | Шехір-Коросу-парк・Мімар Синан вулиця            |
| 7  | 15 Теммуз              | Багджилар     | Автобус: 97, 97GE, 97M, 98E, HT12, MK42 | Підземна | вулиця Гульбахар                                 |
| 8  | Халкали-Джаддесі       | Кючюкчекмедже | Автобус: 36AY, 73Y, 78ZB, 79FY, 79K, 89C, 89T, 98H, 98T, 141A, H-1 | Підземна | 212 AVM・Шлях Прес -експрес                      |
| 9  | Ататюрк-Махаллесі      | Кючюкчекмедже | Автобус: 36AY, 73Y, 78ZB, 79FY, 79K, 89C, 89T, 98H, 98T, 141A, H-1 | Підземна |                                                  |
| 10 | Бахаріє                | Кючюкчекмедже | Автобус: 89M, 98MB, 141K, 141M, 144M, MK31 | Підземна | Ридван-Озден-парк                                |
| 11 | MASKO                  | Башакшехір    | Автобуси: 76A, 76O, 78B, 78G, 82S, 89F, 98H, 142E, 144M, 146A, 146K, 146M, 146T, H-3, MK31 | Підземна | Маско・Торговий центр Стамбула                   |
| 12 | Ікітеллі-Санаї         | Башакшехір    | Автобус:31Y, 82S MK31 | Підземна | Існує можливість безкоштовної пересадки на лінію |
| 13 | Зія Гьокальп-махаллесі | Башакшехір    | Автобус: 31Y, 82S MK31 | Підземна |                                                  |
| 14 | Олімпіят               | Башакшехір    | Автобус:36AS, 36F, 79FY, 79K, HS3, MK2, MK11, MK12, MK13, MK14, MK15, MK16, MR52 | Підземна | Олімпійський стадіон Ататюрка                    |